# Mesochorus recurvatus
Mesochorus recurvatus är en stekelart som beskrevs av Dasch 1971. Mesochorus recurvatus ingår i släktet Mesochorus och familjen brokparasitsteklar. Inga underarter finns listade i Catalogue of Life.